# Estádio Mário Monteiro
O Estádio Mário Monteiro, também conhecido por Estádio do Sumaré, é o campo oficial do Estrela do Norte Futebol Clube e tem capacidade para 6.000 pessoas. Está localizado na rua Estrela do Norte no bairro Sumaré, em Cachoeiro de Itapemirim, Espírito Santo, Brasil.

## História
Por volta da década de 30, ou seja, 14 anos após a fundação do Estrela do Norte aconteceu a transferência do seu campo para o Bairro Sumaré, onde está até hoje. No início o campo era aberto, depois com muito esforço a Diretoria conseguiu cercar o estádio com varas de bambus, tábuas e bem depois conseguiu murar. Os ingressos para os jogos eram vendidos no "Armazém Estrela", sob o comando do Sr. Oswaldo Lima.
O primeiro lance de arquibancadas foi construído sob o comando de José Cocco e Otávio Mesquita, depois veio o aterro comandado pelo Sr. Mário Monteiro e a criação da Banda de Música "Estrela do Norte", pelo Maestro Raul Sampaio e Mário Sampaio. Alfredo Duarte de Abre e Armando Lunz, "Seu Lico", fizeram os melhoramentos na iluminação do estádio. Darcy Brum, Délio Lima, Gerson Moura e José Cocco, instalaram vestiários, alambrados, traves e expandiram as arquibancadas.
No ano de 2001 no jogo entre Estrela do Norte x Cachoeiro, o maior clássico da região sul do Espírito Santo, marcando a volta do Cachoeiro à elite do futebol capixaba, compareceram no Estádio do Sumaré mais de 9.000 torcedores. 

## Outros eventos
Em 19 de abril de 2009, no dia em que comemorava seu 68º aniversário, o cachoeirense, cantor e compositor Roberto Carlos fez, no Estádio do Sumaré, o show de abertura da turnê em comemoração aos seus 50 anos de carreira para um público de 12 mil pessoas.
Em 19 de abril de 2016, o cachoeirense Roberto Carlos em comemoração aos seus 75 anos, realiza no estádio um show para 12 mil pessoas.